# Kladni Deal, Veliko Tărnovo
Kladni Deal (în bulgară Кладни Дял) este un sat în comuna Veliko Tărnovo, regiunea Veliko Tărnovo,  Bulgaria. 

## Demografie
Componența etnică a satului Kladni Deal
     Bulgari (90%)
     Nicio identificare (10%)
     Altele (0%)
La recensământul din 2011, populația satului Kladni Deal era de 20 locuitori. Din punct de vedere etnic, majoritatea locuitorilor (90%) erau bulgari. Pentru 10% din locuitori nu este cunoscută apartenența etnică.